# Jan Grodecký von Brod

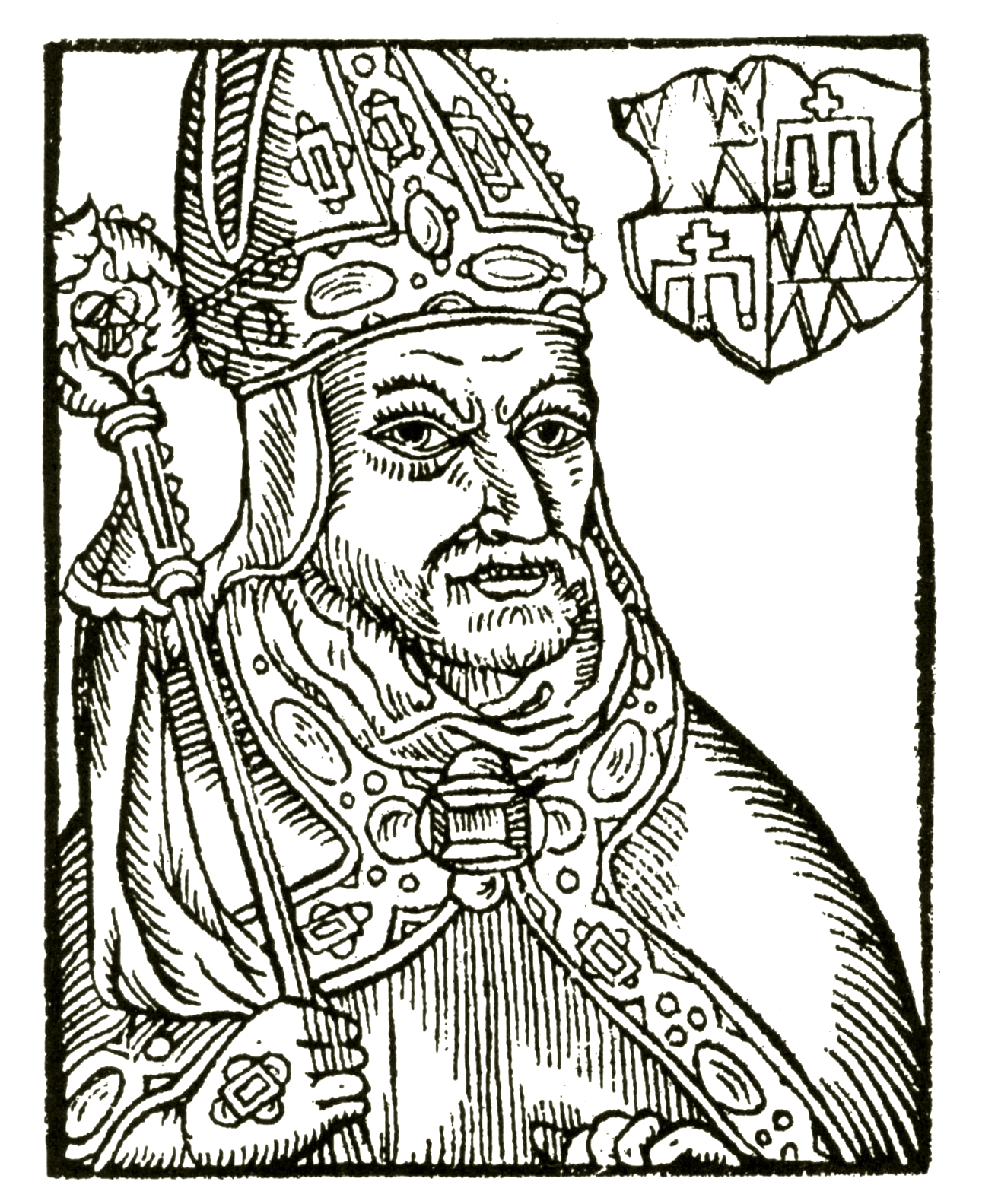
Jan Grodecký von Brod

Jan Grodecký von Brod (nach der Bischofsliste von Olmütz: Johannes XVII. Grodetzký von Brod; tschechisch Jan Grodecký; * 1525 in Grodziec, Herzogtum Teschen; † 6. Januar 1574) war Bischof von Olmütz.

## Werdegang
Jan Grodecký entstammte einer schlesischen Adelsfamilie. Seine Eltern waren Matthias Grodecký und Helena, geb. Starowiejska. Jan studierte von 1550 bis 1553 an der Universität Krakau und wurde Mitarbeiter des Ermländer Bischofs Stanislaus Hosius. Mit dessen Unterstützung trat er 1555 in den Dienst des königlichen Kanzlers Jan Ocieski. Ab 1557 studierte er in Padua und 1558–1560 in Rom, wo er den akademischen Grad eines Dr. iur. utr. erwarb.
Mit Unterstützung von Hosius, den er zum Konzil von Trient begleitete, wurde Jan Grodecký 1560 Kanoniker am Wenzelsdom in Olmütz. Weitere Kanonikate erhielt er 1562 im Fürstbistum Ermland und 1563 beim Breslauer Domkapitel. Am 1. April 1564 wurde er zum Priester geweiht. Danach wirkte er 1565–1572 in Breslau, wo er gegen die Ausbreitung der Reformation kämpfte. 1564 wurde er Dekan in Glogau. Sein Breslauer Kanonikat gab er an seinen Bruder Wenzel ab, der Dekan des Brünner Kapitels war.
Nachdem Wilhelm Prusinovský von Víckov, den er bereits 1557 in Padua kennengelernt hatte, Bischof von Olmütz geworden war, wurde Jan Grodecký 1566 Propst von Brünn. 1568 verfasste er die Statuten für die von Prusinovský einberufene Diözesansynode. 1571 wurde er Scholastiker des Olmützer Kapitels.

### Bischof von Olmütz
Nach dem Tod des Bischofs Prusinovský wählte das Olmützer Domkapitel mit Stimmengleichheit Jan Grodecký und den Prager Erzbischof Anton Brus von Müglitz zum Nachfolger. Da der Landesherr Kaiser Maximilian II. am 8. September 1572 Jan Grodecký beim Papst nominierte, verzichtete Brus. Am 19. November 1572 erfolgte die päpstliche Bestätigung für Jan Grodecký.
Während seiner Amtszeit bemühte sich Grodecký um die katholische Erneuerung Mährens und um die Eindämmung der Reformation. Dabei wurde er von den Jesuiten unterstützt. Deren Olmützer Kolleg wurde mit päpstlicher Genehmigung zur Universität erhoben und nachfolgend die Philosophische Fakultät gegründet. Nach seinem Tod wurde er in der Olmützer Kathedrale beigesetzt.